# Dichromodes mesogonia
Dichromodes mesogonia är en fjärilsart som beskrevs av Louis Beethoven Prout 1910. Dichromodes mesogonia ingår i släktet Dichromodes och familjen mätare. Inga underarter finns listade i Catalogue of Life.